# Animal Ethics
A Animal Ethics é uma organização sem fins lucrativos formada para promover a discussão e o debate sobre questões de ética animal e para fornecer informações e recursos para os defensores dos animais. Eles também realizam trabalhos de divulgação em vários países sobre a questão do especismo. Seu objetivo é criar um mundo onde a consideração moral seja estendida a todos os seres sencientes. O site da organização abrange tópicos como especismo, senciência, veganismo e sofrimento dos animais selvagens e tem conteúdo traduzido em vários idiomas.

## História
A Animal Ethics foi cofundada por Daniel Dorado, Oscar Horta e Leah Mckelvie em 2012. Um dos objetivos declarados por Horta ao estabelecer a organização foi a promoção da biologia do bem-estar como um campo de pesquisa.
A Animal Charity Evaluators recomendou a Animal Ethics como uma de suas instituições de caridade de destaque de dezembro de 2015 a novembro de 2017.
Desde 2019, o filósofo Luciano Carlos Cunha é coordenador geral das atividades da Animal Ethics (Ética Animal) no Brasil e responsável pela pesquisa e divulgação em português.

## Trabalho
Em 2015 e 2017, a Animal Ethics concedeu um prêmio de redação sobre o tema do sofrimento dos animais na natureza.
Em 2018, a organização começou a trabalhar em mandarim.
Em 2020, a Animal Ethics lançou um curso on-line sobre o sofrimento dos animais selvagens. No mesmo ano, eles estenderam seu trabalho de divulgação para a Índia e iniciaram um site em hindi.
A Animal Ethics participou do Dia Mundial pelo Fim do Especismo em 2020 e 2021, transmitindo uma série de palestras on-line sobre especismo em inglês, português e espanhol.